# Nobuo Arai
Nobuo Arai, född 1909, död 15 juni 1990, var en japansk simmare.
Arai blev olympisk silvermedaljör på 4 x 200 meter frisim vid sommarspelen 1928 i Amsterdam.